# 대한민국 형사소송법 제144조
대한민국 형사소송법 제144조는 검증의 보조에 대한 형사소송법의 조문이다.

## 조문
제144조(검증의 보조)검증을 함에 필요한 때에는 사법경찰관리에게 보조를 명할 수 있다.

第144條(檢證의 輔助)檢證을 함에 必要한 때에는 司法警察官吏에게 輔助를 命할 수 있다.

## 참고 문헌
- 손동권 신이철, 새로운 형사소송법(초판, 2013), 세창, 2013. ISBN 9788984114081